# Сабович, Бесард
Бесард Сабович (швед. Besard Sabovic; род. 5 января 1998, Стокгольм) — шведский и северомакедонский футболист, полузащитник клуба «Юргорден».

## Клубная карьера
С пяти лет Бесард тренировался в академии «Броммапойкарна». При необходимости перехода на взрослый уровень выбрал «Юргорден», куда перешёл в феврале 2015 года. В январе 2016 года подписал контракт с основной командой сроком на четыре года.
24 апреля 2016 года дебютировал в чемпионате Швеции, выйдя в поединке против «Мальмё» на замену на 77-й минуте вместо Александера Фалтсетаса.
23 июня 2021 года подписал контракт с «Химками»

## Международная карьера
С 2013 года выступает в юношеских сборных Швеции. В 2015 года был привлечён в юношескую сборную Швеции до 19 лет.